# Villers-Allerand
Villers-Allerand település Franciaországban, Marne megyében. Lakosainak száma 934 fő (2022. január 1.). Villers-Allerand Champfleury, Germaine, Montbré, Rilly-la-Montagne, Sermiers és Villers-aux-Nœuds községekkel határos.

## Népesség
A település népessége az elmúlt években az alábbi módon változott:
| Lakosok száma | 659  | 794  | 764  | 830  | 876  | 880  | 885  | 912  | 925  | 934  |
|               | 1968 | 1982 | 1990 | 2006 | 2013 | 2015 | 2017 | 2019 | 2020 | 2022 |